# Talisia hexaphylla
Talisia hexaphylla är en kinesträdsväxtart. Talisia hexaphylla ingår i släktet Talisia och familjen kinesträdsväxter.

## Underarter
Arten delas in i följande underarter:
- T. h. elegans
- T. h. hexaphylla
- T. h. multinervis